# Alpy Gurktalskie

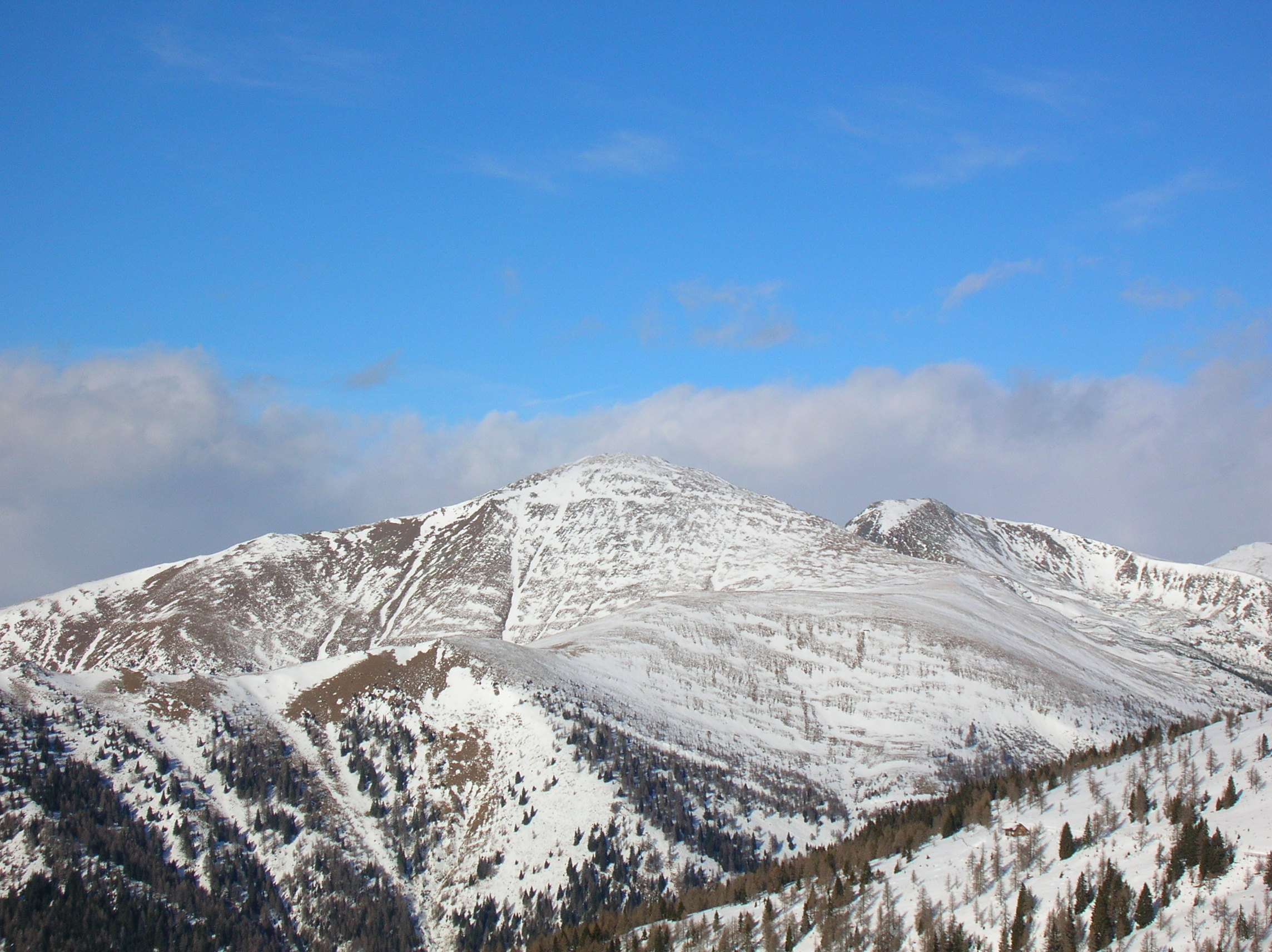
Rosennock

Alpy Gurktalskie (niem. Gurktaler Alpen, Nockberge) – pasmo górskie, które jest częścią Alp Noryckich w Alpach Wschodnich. Leży w Austrii, w krajach związkowych: Karyntia, Salzburg i Styria. Pasmo leży między Wysokimi Taurami na zachodzie a Lavanttaler Alpen na wschodzie oraz między rzekami Murą na północy a Drawą na południu. Zajmuje obszar ok. 3300 km².
Nazwa Nockberge pochodzi od końcówek nazw wielu szczytów "-nock", na przykład: Rosennock, Peitlernock, Klomnock, Mirnock i Palnock. Nazwa Alpy Gurktalskie pochodzi od Gurktal, doliny rzeki Gurk.
Najwyższe szczyty:
- Eisenhut (2441 m)[8],
- Großer Rosennock (2440 m)[2],
- Kilnprein (2408 m)[2],
- Hohe Pressing (2370 m)[2],
- Königstuhl (2336 m)[2],
- Rinsennock (2334 m)[2],
- Klomnock (2331 m)[2],
- Bretthöhe (2320 m)[2],
- Plattnock (2316 m)[2].